# Immer Ärger mit den Lümmeln
Immer Ärger mit den Lümmeln (Originaltitel: Top Crack) ist eine 1966 gedrehte italienische Filmkomödie. Mario Russo inszenierte bei dem nicht sonderlich gut besprochenen Werk ein internationales Schauspielerensemble. Es gibt etliche Alternativtitel des am 23. November 1985 bei einem Privatsender im deutschen Sprachraum erstmals (allerdings gekürzt) gezeigten Films, so Entführung ins Chaos – Top Crack, Top Crack oder Top Crack – Entführung will gelernt sein.

## Handlung
Zwei sympathische Gauner, der Engländer Charles und der Deutsche Karl, kommen nach Rom, da sie beabsichtigen, ein Kind der Erfinderfamilie Feril zu entführen, die mit sich in der Pfanne in Ei zurückverwandelndes Eipulver Milliarden gemacht hat. Dabei geraten sie von Anfang an mit einer Kindergruppe unter der Führerschaft des motorradfahrenden „Eins“ aneinander. Als der Coup schließlich  – immer beobachtet von den Kindern – gelingt, empfindet der statt des Kindes entführte überhaupt nicht ängstliche alte Herr Feril Sympathien für seine Entführer und bringt sie dazu, eine größere Summe zu fordern, als diese eigentlich haben wollten – um dann zu erfahren, dass seine Familie gar nicht ans Zahlen denkt.
Bald brauchen die Ferils jedoch für einen Vertrag mit dem Entwickler künstlichen Specks die Unterschrift des Seniors und wollen das Lösegeld in Juwelen, wie gewünscht, übergeben. Nach vielen Irrungen und Missgeschicken, immer noch und immer wieder unter der Begleitung zahlreicher jugendlicher Fahrer, erreichen Charles und Karl, die vor allem mit dem Transport des alten Herrn Schwierigkeiten hatten, ihr Ziel, die Übergabe, und lassen den alten Feril frei. Sie sind glücklich und zufrieden; gegen Ende werden sie (und Feril, mit dem sie gemeinsame Sache machten) jedoch dadurch überrascht, dass ihre Beute an Ballons befestigt in die Luft geht, beschossen wird und ins Meer fällt.

## Kritik
Über die „abenteuerliche Komödie“ schrieb ein italienischer Kritiker: „Was von der Werbung als komischer und waghalsiger Film bezeichnet wird, ist ein bescheidener Streifen für Vierzehnjährige, in dem sich Terry-Thomas und Moschin tapfer schlagen. Es müsste gar nichts über ihn geschrieben werden, wäre da nicht der 80-jährige Victor Francen, der wie immer nett und beherrscht spielt, auch wenn sein Spitzbart nun eisengrau ist.“, so Piero Perona im Juni 1967.

## Bemerkungen
Die Filmmusik erschien als LP (CAM AMG.6) mit 14 Titeln.
Da Aushangfotos (so für den Titel Top Crack – Entführen will gelernt sein) existieren, war ein Kinoeinsatz wohl geplant.

## Synchronisation
Moschin wird von Wolfgang Gruner gesprochen, Terry-Thomas von Friedrich Wilhelm Bauschulte.